# Rhynchothorax australis
Rhynchothorax australis is een zeespin uit de familie Rhynchothoracidae. De soort behoort tot het geslacht Rhynchothorax. Rhynchothorax australis werd in 1907 voor het eerst wetenschappelijk beschreven door Hodgson. 